# Брайтнау
Брайтнау (нім. Breitnau) — громада в Німеччині, знаходиться в землі Баден-Вюртемберг. Підпорядковується адміністративному округу Фрайбург. Входить до складу району Брайсгау-Верхній Шварцвальд.
Площа — 39,90 км2. Населення становить 1762 ос. (станом на 31 грудня 2020).